# Đại học Heidelberg
Đại học Heidelberg, tên chính thức là Đại học Ruprecht Karl Heidelberg (tiếng Đức: Ruprecht-Karls-Universität Heidelberg; tiếng Latinh: Universitas Ruperto Carola Heidelbergensis), là một trường đại học nghiên cứu công lập ở Heidelberg, Baden-Württemberg, Đức. Được thành lập vào năm 1386, đây là trường đại học lâu đời nhất của Đức từ thời Đế quốc La Mã Thần thánh.

## Khái quát
Đại học Heidelberg được thành lập vào năm 1386 bởi tuyển hầu tước Kurpfalz là Rupecht đệ nhất, là đại học thứ 3 trong Thánh chế La Mã, sau Đại học Karl Praha (Cộng hòa Séc) và Đại học Viên (Áo). Năm 1803, đại công vùng Baden là Karl Friedrich đổi tên thành tên hiện tại.
Đại học Heidelberg được vinh danh là "Đại học ưu tú" trong chương trình Exzellenzinitiative của chính phủ Đức, và là một trong những thành viên sáng lập ra liên minh đại học nghiên cứu châu Âu (LERU) và khối COIMBRA. Trường có nhiều thành tựu nghiên cứu, chủ yếu về các lĩnh vực vật lý học, thiên văn học, dược lý học, y học, luật học và xã hội học, 55 trong số đó đã được trao tặng giải Nobel, nhiều nhất nước Đức, và là một trong những cơ quan học thuật quyền uy nhất, có tiêu chuẩn nghiên cứu và giáo dục cao nhất nước Đức, thu hút nhiều nhà khoa học và du học sinh trên toàn thế giới. Cùng với Đại học Munchen hay đại học tự do Béc-lin, trường là một trong những số ít trường mang tính quốc tế của Đức, có thể coi là một đại học danh tiếng của châu Âu.

## Lịch sử
Đại học Heidelberg đã trải qua nhiều biến động lịch sử cùng với thành phố trụ cột khu vực sông Rhein từ khi được thành lập bởi Bá tước Ruprecht I. Ngay sau khi thành lập, ngôi trường trở thành trung tâm của các nhà thần học và luật học trên khắp Đế quốc La Mã Thần thánh. Sau những khủng hoảng về tài chính và trí tuệ trong Chiến tranh Ba Mươi Năm mà nhiều viện nghiên cứu tại châu Âu phải đối mặt, đại học Heidelberg một lần nữa đóng vai trò là trung tâm cho các nhà tư tưởng độc lập, tiếp tục phát triển thành một "thành trì của chủ nghĩa nhân đạo" và tư duy dân chủ vào thế kỉ 19. Trải qua giai đoạn Đức Quốc Xã và phong trào chống Đức Quốc Xã lan rộng, Đại học Heidelberg trở thành trọng điểm các cuộc biểu tình của giới sinh viên cánh tả ở Đức vào thập niên 1970.

## Tổ chức
Đại học Heidelberg gồm 13 khoa đào tạo bậc cử nhân, thạc sĩ và tiến sĩ.

### Khoa
- Khoa Khoa học hành vi và Khoa học văn hóa thực nghiệm
- Khoa Khoa học sinh học
- Khoa Hóa học và Khoa học Trái Đất
- Khoa Kỹ thuật
- Khoa Luật
- Khoa Kinh tế và Khoa học xã hội
- Khoa Toán học và Khoa học máy tính
- Khoa Y
- Khoa Y Mannheim
- Khoa Ngôn ngữ hiện đại
- Khoa Triết học và Lịch sử
- Khoa Vật lý và Thiên văn học
- Khoa Thần học

### Cơ quan trực thuộc
- Mạng lưới nghiên cứu lão hóa
- Viện Sức khỏe tâm thần Trung ương Mannheim
- Trung tâm Nghiên cứu Hoa Kỳ Heidelberg
- Trung tâm Nghiên cứu châu Á và xuyên văn hóa
- Viện Nghiên cứu xung đột quốc tế Heidelberg
- Đài thiên văn Bang Heidelberg
- Bệnh viện Đại học Heidelberg
- Bệnh viện Đại học Mannheim

### Hợp tác
- Trung tâm Nghiên cứu Do Thái Heidelberg
- Phòng thí nghiệm Sinh học phân tử châu Âu
- Trung tâm Nghiên cứu ung thư Đức (Helmholtz Association)
- Trung tâm Nghiên cứu ion nặng Darmstadt (Helmholtz Association)
- Đại học Giáo dục Heidelberg
- Viện Hàn lâm Khoa học Heidelberg
- Trung tâm Nghiên cứu Karlsruhe (Helmholtz Association)
- Viện nghiên cứu Thiên văn học Max Planck (Max Planck Society)
- Viện nghiên cứu Luật công so sánh và Luật quốc tế Max Planck (Max Planck Society)
- Viện nghiên cứu Y học Max Planck (Max Planck Society)
- Viện nghiên cứu Khoa học hạt nhân Max Planck (Max Planck Society)